# C.D. Nacional
Clube Desportivo Nacional, thường được gọi là Nacional (phát âm tiếng Bồ Đào Nha: [nɐsiuˈnaɫ dɐ mɐˈdɐjɾɐ]) và đôi khi cũng được gọi là Nacional da Madeira, là một câu lạc bộ bóng đá của Bồ Đào Nha có trụ sở tại Funchal, Madeira. Được thành lập vào năm 1910, câu lạc bộ này hiện đang chơi tại Giải bóng đá hạng nhất Bồ Đào Nha. Đội bóng hàng xóm của Nacional là Marítimo, câu lạc bộ này đã từng thống trị Nacional trong lịch sử và là đội đầu tiên đã tiếp cận các giải đấu châu Âu. Nhưng sau đó, Nacional đã có chỗ đứng trong UEFA khi hai lần kết thúc ở vị trí thứ tư và thứ năm trong thập niên 2000.
Sân nhà của họ là Estádio da Madeira, được biết đến nhiều hơn với tên gọi Choupana. Sân vận động này cũng nằm xung quanh khu tập luyện gần đó của câu lạc bộ. Như bao câu lạc bộ khác, Nacional cũng có một học viện bóng đá và cầu thủ nổi tiếng nhất từng được huấn luyện tại đây là Ronaldo Sân vận động này đã được tu sửa lại vào năm 2007 với một khán đài mới và cũng tăng cường sức chứa hơn 5.000 chỗ ngồi. Tổng kinh phí sửa chữa là 20 triệu €. Trong sân mới, không có khán đài nằm phía sau khung thành, bù lại họ đặt ở đây một dải hàng rào cao. Vào giữa năm 2007, tên của nó đã được đổi thành Sân vận động Madeira.

## Các huấn luyện viên
- (1989–91)  Jair Picerni
- (1991–92)  Eurico Gomes
- (1993–95)  José Rachão
- (1995–96)  Rodolfo Reis
- (1996–98)  Jair Picerni
- (1998–99)  José Alberto Torres
- (1999–2003)  José Peseiro
- (2003–04)  Casemiro Mior
- (2004–05)  João Carlos Pereira
- (2005–06)  Manuel Machado
- (2006–07)  Carlos Brito
- (2007–08)  Predrag Jokanović
- (2008–10)  Manuel Machado
- (2009–10)  Predrag Jokanović (chỉ là HLV tạm quyền trong thời gian Machado bị bệnh)
- (2010–)  Predrag Jokanović

## Các chủ tịch
- (1910–26)  António Figueira
- (1926–32)  Ernesto dos Santos
- (1932–36)  António Caldeira
- (1936–40)  Consuelo Figueira
- (1940–44)  Luís Serrão
- (1944–48)  Daniel Machado
- (1954–58)  José Abreu
- (1958–64)  António Manuel Caldeira
- (1964–65)  Fernando Rebelo
- (1965–69)  Luís Serrão
- (1969–73)  António Manuel Caldeira
- (1973–93)  Nélio Mendonça
- (1993–94)  Fausto Pereira
- (1994–)  Rui Alves

## Ban huấn luyện
- Predrag Jokanović — Huấn luyện viên
- João Abel Silva — Trợ lý huấn luyện viên
- Ivo Vieira — Trợ lý huấn luyện viên
- José Belman — Huấn luyện viên thủ môn
- António Costa — Huấn luyện viên thể lực

## Nhân viên y tế
- João Pedro Mendonça — Bác sĩ
- Fernando Jasmins — Bác sĩ
- Ricardo Figueira — Bác sĩ
- Rui Bettencourt — Vật lý trị liệu
- João Luís Alves — Nhân viên thư giãn

## Hội đồng quản trị
- Rui Alves — Chủ tịch

## Những cầu thủ ra sân nhiều nhất
Chính xác tới ngày 11 tháng 4 năm 2010
| # | Tên              | Sự nghiệp | Xuất hiện | Bàn thắng |
| - | ---------------- | --------- | --------- | --------- |
| 1 | Serginho         | 1994–2004 | 270       | 80        |
| 2 | Bruno Patacas    | 2002–     | 245       | 5         |
| 3 | Cléber           | 2003–     | 216       | 2         |
| 4 | Fernando Ávalos  | 2003–2008 | 131       | 4         |
| 5 | Alonso           | 2004–2009 | 128       | 13        |
| 6 | Adriano          | 2002–2005 | 100       | 47        |
| 7 | Bruno            | 2004–2007 | 91        | 7         |
| 8 | Fernando Cardozo | 2003–2008 | 90        | 0         |
| 9 | Diego Benaglio   | 2005–2008 | 71        | 0         |

## Những cầu thủ ghi bàn nhiều nhất
Chính xác tới ngày 22 tháng 11 năm 2009
| # | Tên         | Sự nghiệp | Bàn thắng | Xuất hiện |
| - | ----------- | --------- | --------- | --------- |
| 1 | Serginho    | 1994–2004 | 80        | 270       |
| 2 | Adriano     | 2002–2005 | 47        | 100       |
| 3 | Nenê        | 2008–2009 | 22        | 33        |
| 4 | André Pinto | 2002–2006 | 21        | 59        |
| 5 | Alonso      | 2004–2009 | 13        | 128       |

## Danh hiệu
- Giải bóng đá hạng hai Bồ Đào Nha: 1996–97, 1999–2000